# Polyrhachis vestita
Polyrhachis vestita é uma espécie de formiga do gênero Polyrhachis, pertencente à subfamília Formicinae.